# Савез демократских снага
Савез демократских снага (буг. Съюз на демократичните сили, СДС) је политичка странка у Бугарској. Основана је 1989. као савез више политичких организација супротстављених комунистичкој власти. Чланица је Европске народне странке.